# Abbey Road
Abbey Road é o décimo primeiro álbum de estúdio da banda britânica de rock The Beatles, lançado em 26 de setembro de 1969 pela Apple Records. É o último álbum que o grupo gravou, embora Let It Be (1970) tenha sido o último álbum concluído antes da separação da banda em abril de 1970. Foi gravado principalmente em abril, julho e agosto de 1969, e liderou as paradas de discos nos Estados Unidos e no Reino Unido. Um single de duplo lado A do álbum, "Something" / "Come Together", foi lançado em outubro, que também liderou as paradas nos EUA.
Abbey Road incorpora estilos como rock, música pop, blues e rock progressivo, e faz uso proeminente do sintetizador Moog e da guitarra elétrica tocada através de um alto-falante Leslie. Também é notável por ter um longo medley de canções no segundo lado do disco que foram posteriormente regravadas como uma suíte por outros artistas notáveis. O álbum foi gravado em uma atmosfera mais agradável do que as sessões de Get Back / Let It Be no início do ano, porém ainda houve confrontos significativos dentro da banda, particularmente sobre a faixa "Maxwell's Silver Hammer" de Paul McCartney, e John Lennon não tocou em várias faixas. Na época em que o álbum foi lançado, Lennon havia deixado o grupo, embora isso não tenha sido anunciado publicamente até a saída de McCartney no ano seguinte.
Embora Abbey Road tenha sido um sucesso comercial instantâneo, recebeu críticas mistas após o lançamento. Alguns críticos musicais acharam sua música inautêntica e criticaram os efeitos artificiais da produção. Em contraste, os críticos hoje veem o álbum como um dos melhores dos Beatles e um dos maiores álbuns de todos os tempos. As duas canções de George Harrison no álbum, "Something" e "Here Comes the Sun", são consideradas entre as melhores que ele escreveu para o grupo. A capa do álbum, com os Beatles atravessando a faixa de pedestres ao lado de fora do Abbey Road Studios (até então oficialmente chamado de EMI Studios), é uma das mais famosas e imitadas de todos os tempos.

## Contexto
Após as sessões de gravação do álbum proposto Get Back, Paul McCartney sugeriu ao produtor musical George Martin que o grupo se reunisse e fizesse um álbum "do jeito que costumávamos fazer", livre do conflito que havia começado durante as sessões para The Beatles (também conhecido como "Álbum Branco"). Martin concordou, mas com a condição estrita de que todo o grupo — particularmente John Lennon — permitisse que ele produzisse o disco da mesma maneira que os álbuns anteriores e que a disciplina fosse respeitada. Ninguém tinha certeza de que o trabalho seria o último do grupo, embora George Harrison mais tarde tenha lembrado que "parecia que estávamos chegando ao fim da linha".

## Produção

### Histórico de gravação
As primeiras sessões de gravação para Abbey Road começaram em 22 de fevereiro de 1969, apenas três semanas após as sessões de Get Back, no Trident Studios. Lá, o grupo gravou uma trilha de apoio para "I Want You (She's So Heavy)", com o músico Billy Preston acompanhando-os no órgão Hammond. Nenhuma outra gravação do grupo ocorreu até abril por causa dos compromissos de Ringo Starr no filme Um Beatle no Paraíso. Depois de uma pequena quantidade de trabalho naquele mês e uma sessão para "You Never Give Me Your Money" em 6 de maio, o grupo fez uma pausa de oito semanas antes de recomeçar em 2 de julho. A gravação continuou durante julho e agosto, e a última trilha de apoio, para "Because", foi gravada em 1º de agosto. Os overdubs continuaram durante o mês, com a sequência final do álbum sendo reunida em 20 de agosto – a última vez que todos os quatro Beatles estavam presentes em um estúdio juntos.
Paul, Ringo e George Martin relataram lembranças positivas das sessões, enquanto George Harrison disse: "nós realmente tocamos como músicos novamente". John e Paul gostaram de trabalhar juntos no single "The Ballad of John and Yoko" em abril, compartilhando brincadeiras amigáveis entre as tomadas, e parte dessa camaradagem foi transportada para as sessões de Abbey Road. No entanto, houve uma quantidade significativa de tensão no grupo. De acordo com Ian MacDonald, McCartney teve uma discussão acirrada com Lennon durante as sessões. A esposa de Lennon, Yoko Ono, tornou-se uma presença permanente nas gravações dos Beatles e entrou em conflito com outros membros. Na metade da gravação em junho, Lennon e Ono se envolveram em um acidente de carro. Um médico disse a Ono para repousar na cama, então Lennon instalou uma no estúdio para que ela pudesse observar o processo de gravação de lá.
Durante as sessões, John expressou o desejo de ter todas as suas canções de um lado do disco e as de Paul do outro. As duas metades do álbum representavam um compromisso: Lennon queria um lançamento tradicional com faixas distintas e não relacionadas, enquanto McCartney e Martin queriam continuar sua abordagem temática de Sgt. Pepper's Lonely Hearts Club Band ao incorporar um medley. John, por fim, disse que não gostava de Abbey Road como um todo e sentiu que faltava autenticidade, chamando as contribuições de Paul de "(música) para as avós curtirem" e não "canções de verdade", e descrevendo o medley como "lixo... apenas pedaços de canções jogadas juntas".

### Aspectos técnicos

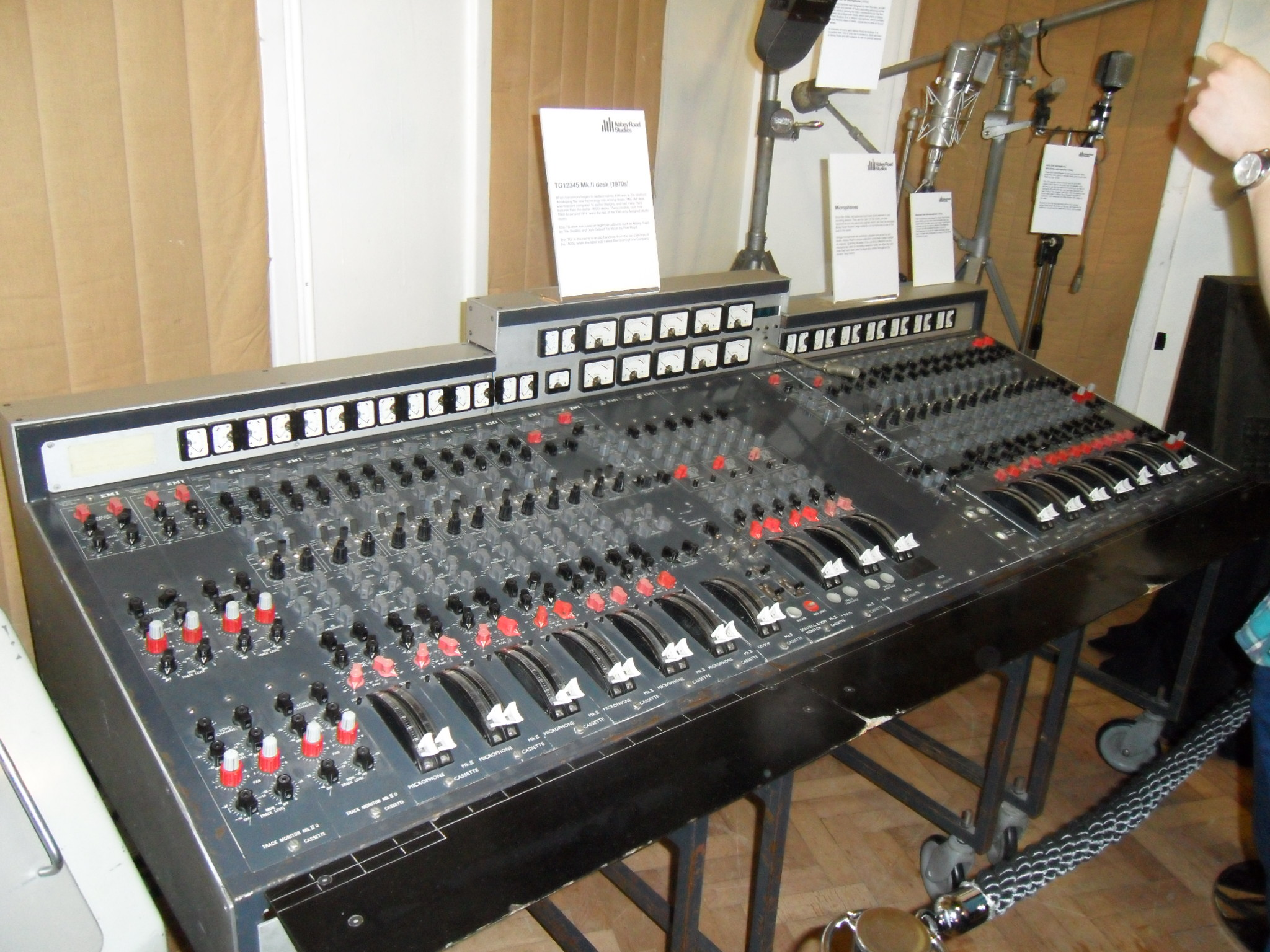
Uma mesa de mixagem de modelo EMI TG, semelhante a da foto acima, foi usada na produção de Abbey Road.

Abbey Road foi gravado em máquinas de fita de rolo de oito pistas em vez das tradicionais máquinas de quatro pistas utilizadas nos álbuns anteriores dos Beatles, e foi o primeiro álbum do grupo a não ser lançado de forma autêntica no formato monofônico em nenhum lugar do mundo. O disco fez uso proeminente da guitarra tocada através de um alto-falante Leslie e do sintetizador Moog. O Moog não é usado apenas como efeito de fundo, mas às vezes desempenha um papel central, como em "Because", onde é utilizado para a seção intermediária da faixa. Também é destaque em "Maxwell's Silver Hammer" e "Here Comes the Sun". O sintetizador foi introduzido à banda por Harrison, que adquiriu um em novembro de 1968 e o usou para criar seu álbum, Electronic Sound. Starr fez uso mais proeminente dos tom-toms em Abbey Road, dizendo mais tarde que o álbum era "uma loucura de tom-tom... Eu enlouqueci com os toms".
Abbey Road também foi o primeiro e único álbum dos Beatles a ser gravado inteiramente por meio de uma mesa de mixagem com transistor de estado sólido, a TG 12345 Mk I, ao contrário das mesas de controle REDD anteriores, baseadas em válvulas. O console TG também permitiu melhor suporte para a gravação de oito pistas, facilitando o uso considerável de overdubbing pelos Beatles. O engenheiro de som Geoff Emerick lembra que a mesa de modelo TG usada para gravar o álbum possuía limitadores e compressores individuais em cada canal de áudio, e observou que o som geral era "mais suave" do que as mesas de válvulas anteriores. Em seu estudo sobre o papel da TG 12345 no som dos Beatles em Abbey Road, o historiador e autor musical Kenneth Womack observa que "a paleta de som expansiva e as capacidades de mixagem da TG 12345 permitiram que George Martin e Geoff Emerick imbuíssem o som dos Beatles com maior definição e clareza. O calor da gravação em estado sólido também proporcionou à sua música tonalidades mais brilhantes e um baixo mais profundo que distinguiu Abbey Road do resto de seu corpus, proporcionando aos ouvintes uma sensação duradoura de que o último long-player dos Beatles era marcadamente diferente".
Alan Parsons trabalhou como engenheiro assistente no álbum. Mais tarde, ele foi engenheiro de som do álbum The Dark Side of the Moon, de Pink Floyd, e produziu muitos álbuns populares com a Alan Parsons Project. John Kurlander também ajudou em muitas das sessões e se tornou um engenheiro e produtor de sucesso, mais notável por seu sucesso nas trilhas sonoras da trilogia de filmes O Senhor dos Anéis.

## Canções

### Lado um

#### "Come Together"
"Come Together" foi uma extensão de "Let's Get It Together", uma canção que John Lennon escreveu originalmente para a campanha governamental de Timothy Leary na Califórnia contra Ronald Reagan. Uma versão inicial da letra de "Come Together" foi escrita no segundo bed-in de Lennon e Ono em Montreal. O autor de Can't Buy Me Love: The Beatles, Britain and America, Jonathan Gould, sugeriu que a canção tem apenas um único "protagonista parecido com um pária" e que John estava "pintando outro autorretrato sarcástico". MacDonald sugeriu que "Juju eyeballs" ("olhos de Juju") foi alegado como uma referência ao Dr. John e "Spinal cracker" ("Quebrador de espinhas") a Ono. A faixa foi posteriormente objeto de um processo movido contra Lennon por Morris Levy em razão da linha de abertura da faixa – "Here come old flat-top" – que foi reconhecidamente retirada de um verso em "You Can't Catch Me", de Chuck Berry. Um acordo foi alcançado em 1973 no qual Lennon prometeu gravar três canções do catálogo de publicação de Levy para seu próximo álbum.
"Come Together" foi lançada posteriormente como um single de duplo lado A com "Something". Nas notas do encarte da coletânea musical Love, George Martin descreveu a faixa como "uma canção simples, mas que se destaca pelo puro brilhantismo dos artistas".

#### "Something"
George Harrison foi inspirado a escrever "Something" durante as sessões para o Álbum Branco, ao ouvir a faixa "Something in the Way She Moves" de seu parceiro de gravadora James Taylor, de seu álbum homônimo. Depois que as letras foram refinadas durante as sessões de Let It Be, a canção foi inicialmente dada a cantor Joe Cocker, mas foi posteriormente gravada para Abbey Road. A versão de Cocker apareceu em seu álbum Joe Cocker!, em novembro.
"Something" era a canção favorita de Lennon no álbum, e Paul a considerou a melhor canção que Harrison havia escrito. Embora a faixa tenha sido escrita por George, Frank Sinatra comentou uma vez que era sua composição favorita de Lennon–McCartney e "a maior canção de amor já escrita". John contribuiu com um piano para a gravação e, embora a maior parte desse piano tenha sido removida, traços dele permanecem no corte final do disco, principalmente na parte intermediária, antes do solo de guitarra de Harrison.
A canção foi lançada em um single com "Come Together" em outubro de 1969 e liderou as paradas musicais dos Estados Unidos por uma semana, tornando-se o primeiro single número um dos Beatles a não ser uma composição de Lennon–McCartney. Foi também o primeiro single dos Beatles de um álbum já lançado no Reino Unido. Neil Aspinall, da Apple, filmou um clipe promocional, que combinava filmagens separadas dos Beatles e suas esposas.

#### Maxwell's Silver Hammer
"Maxwell's Silver Hammer", a primeira canção de Paul McCartney no álbum, foi tocada pela primeira vez pelos Beatles durante as sessões de Let It Be (como visto no filme). Ele compôs a canção após a viagem do grupo à Índia em 1968 e queria gravá-la para o Álbum Branco, porém foi rejeitada pelos outros por ser "muito complicada".
A gravação foi carregada de tensão entre os membros da banda, pois McCartney irritava os outros insistindo em uma performance perfeita. A faixa foi a primeira em que Lennon foi convidado a trabalhar após seu acidente de carro, mas ele a odiou e se recusou a fazê-la. De acordo com o engenheiro Geoff Emerick, John disse que era "mais (uma) 'canção de avó' de Paul", e deixou a sessão. Ele passou as duas semanas seguintes com Yoko e não voltou ao estúdio até que a trilha de apoio de "Come Together" fosse feita em 21 de julho. Harrison também estava cansado da canção, dizendo: "Tivemos que tocá-la repetidamente até que Paul gostasse. Foi uma chatice". Ringo foi mais simpático à canção. "Era música de vovó", ele admitiu, "mas precisávamos de coisas assim no nosso álbum para que outras pessoas pudessem ouvir". O roadie de longa data da banda, Mal Evans, tocou o som de bigorna no refrão. Esta faixa também faz uso do sintetizador Moog de George, tocado por Paul.

#### Oh! Darling
"Oh! Darling" foi escrita por McCartney em um estilo doo-wop, como o trabalho contemporâneo de Frank Zappa. Foi tentada nas sessões de Get Back, e uma versão aparece na coletânea musical Anthology 3. Posteriormente, foi regravada em abril, com overdubs em julho e agosto.
Paul tentou gravar o vocal principal apenas uma vez por dia. Ele disse: "Eu chegava cedo no estúdio todos os dias durante uma semana para cantá-la sozinho porque no começo minha voz estava muito clara. Eu queria que soasse como se eu a tivesse cantado no palco a semana toda." John achou que deveria tê-la cantado, comentando que era mais seu estilo.

#### Octopus's Garden
Como foi o caso com a maioria dos álbuns dos Beatles, Ringo Starr fez o vocal principal em uma faixa. "Octopus's Garden" é sua segunda e última composição solo lançada em qualquer álbum da banda. Foi inspirada por uma viagem com sua família para a Sardenha a bordo do iate do cantor e comediante Peter Sellers, depois que Starr deixou a banda por duas semanas durante as sessões de gravação para o Álbum Branco. Ringo recebeu um crédito total de composição e escreveu a maioria da letra, embora a estrutura melódica da música tenha sido parcialmente escrita no estúdio por Harrison. A dupla mais tarde colaboraria como escritores nos singles solo de Starr: "It Don't Come Easy", "Back Off Boogaloo" e "Photograph".

#### "I Want You (She's so Heavy)"
"I Want You (She's So Heavy)" foi escrita por Lennon sobre seu relacionamento com Ono, e ele fez uma escolha deliberada para manter a letra simples e concisa. O crítico musical Tom Maginnis escreve que a música tinha uma influência do rock progressivo, com sua duração e estrutura incomuns, riff de guitarra repetido e efeitos de ruído branco, embora ele tenha notado que a seção "I Want You" tem uma estrutura de blues reto.

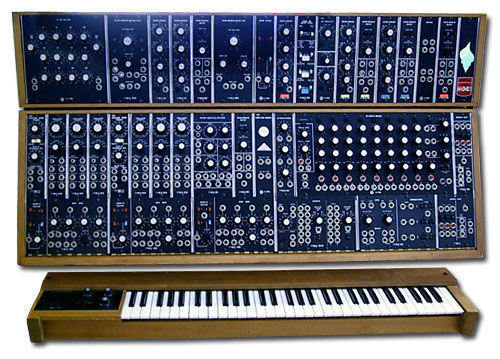
John Lennon tocou a configuração de ruído branco do sintetizador Moog para criar os sons de "vento" no final de "I Want You (She's So Heavy)".

A canção finalizada é uma combinação de duas tentativas de gravação diferentes. A primeira tentativa ocorreu em fevereiro de 1969, quase imediatamente após as sessões de Get Back / Let It Be com Billy Preston. Isso foi posteriormente combinado com uma segunda versão feita durante as sessões de Abbey Road propriamente em abril. As duas seções juntas duraram quase oito minutos, tornando-se a segunda faixa mais longa lançada pelos Beatles. John utilizou o sintetizador Moog de George com uma configuração de ruído branco para criar um efeito de "vento" que foi sobreposto na segunda metade da faixa. Durante a edição final, Lennon disse a Emerick para "cortar ali mesmo", em 7 minutos e 44 segundos, criando um silêncio repentino e chocante que conclui o primeiro lado de Abbey Road (a fita de gravação teria acabado em 20 segundos como estava). A mixagem e edição final da faixa ocorreu em 20 de agosto de 1969, o último dia em que todos os quatro Beatles estavam juntos no estúdio.

### Lado dois

#### "Here Comes the Sun"
"Here Comes the Sun" foi escrita por Harrison no jardim da casa do guitarrista Eric Clapton, em Surrey, durante uma pausa das estressantes reuniões de negócios da banda. A gravação básica da faixa foi feita em 7 de julho de 1969. George fez o vocal principal e tocou violão, Paul fez os vocais de apoio e tocou baixo, e Ringo tocou bateria. John ainda estava se recuperando de seu acidente de carro e não se apresentou na faixa. George Martin forneceu um arranjo orquestral em colaboração com Harrison, que preparou um overdub de Moog em 19 de agosto, imediatamente antes da mixagem final.
Embora não tenha sido lançada como single, a canção atraiu atenção e elogios da crítica, e foi incluída na coletânea de grandes êxitos da banda, 1967–1970. Martin Chilton, do jornal Daily Telegraph, disse que era "quase impossível não cantar junto". Desde que os downloads digitais se tornaram elegíveis para as tabelas musicais, a faixa alcançou a 56ª posição em 2010, depois que o catálogo dos Beatles foi lançado no iTunes.
George gravou um solo de guitarra para esta faixa que não apareceu na mixagem final. Ele foi redescoberto em 2012, e a filmagem de Giles Martin, filho de George Martin, e de Dhani Harrison, filho de George Harrison, ouvindo-a no estúdio foi lançada no DVD do documentário Living in the Material World.

#### "Because"
"Because" foi inspirada por Lennon ouvindo Ono tocando "Moonlight Sonata" de Ludwig van Beethoven no piano. Ele lembrou que estava "deitado no sofá em nossa casa, ouvindo Yoko tocar... De repente, eu disse: 'Você consegue tocar esses acordes ao contrário?' Ela conseguiu, e eu escrevi 'Because' em volta deles". A faixa apresenta harmonias vocais de John, Paul e George em três partes, que foram então triplicadas para dar nove vozes na mixagem final. O grupo considerou os vocais alguns dos mais difíceis e complexos que eles tentaram. Harrison tocou Moog, e Martin tocou o cravo que abre a faixa.

#### Medley
O restante do segundo lado consiste em um medley de 16 minutos de oito faixas consistindo em uma série de canções curtas e fragmentos de canções (conhecidas durante as sessões de gravação como "The Long One"), gravadas em julho e agosto e misturadas em uma suíte por Paul McCartney e George Martin. Algumas canções foram escritas (e originalmente gravadas em forma de demonstração) durante as sessões para o Álbum Branco e Get Back / Let It Be, que mais tarde apareceram em Anthology 3. Embora a ideia para o medley tenha sido de McCartney, Martin reivindica o crédito por alguma estrutura, acrescentando que ele "queria fazer John e Paul pensarem mais seriamente sobre sua música".

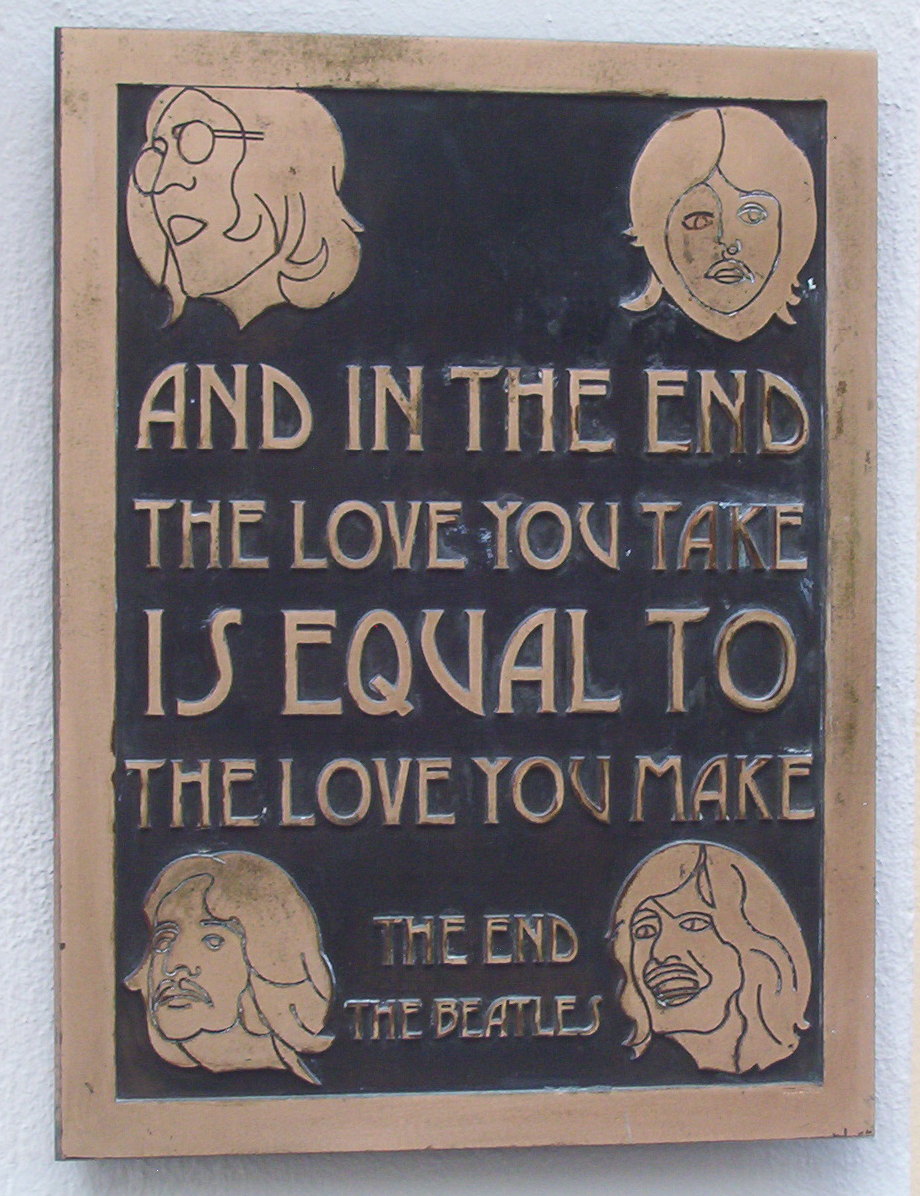
O medley de canções do lado dois finaliza com "The End".

A primeira faixa gravada para o medley foi o número de abertura, "You Never Give Me Your Money". McCartney disse que a disputa da banda sobre o empresário Allen Klein, e o que Paul viu como promessas vazias de Klein, foram a inspiração para a letra da canção. No entanto, MacDonald duvida disso, dado que a trilha de apoio, gravada em 6 de maio no Olympic Studios, antecedeu os piores conflitos entre Klein e McCartney. A faixa é um conjunto de estilos diversos, variando de uma balada liderada por piano no início a guitarras arpejadas no final. Tanto George quanto John forneceram solos de guitarra, com Lennon tocando os solos no final da faixa.
Esta canção faz a transição para "Sun King" de Lennon que, como "Because", apresenta as harmonias vocais de Lennon, McCartney e Harrison. Em seguida, estão "Mean Mr. Mustard" de John (escrita durante a viagem dos Beatles à Índia em 1968) e "Polythene Pam". Estas, por sua vez, são seguidas por quatro canções de Paul: "She Came In Through the Bathroom Window" (composta após uma fã adentrar em sua residência pela janela do banheiro), "Golden Slumbers" (baseada no poema do século XVII de Thomas Dekker, com uma nova música), "Carry That Weight" (reprisando elementos de "You Never Give Me Your Money" e apresentando vocais de coro de todos os quatro Beatles) e finalizando com "The End".
"The End" apresenta o único solo de bateria de Ringo no catálogo dos Beatles (a bateria é mixada em duas trilhas em "estéreo verdadeiro", ao contrário da maioria dos lançamentos da época, onde era completamente posta no canal de áudio esquerdo ou direito). Cinquenta e quatro segundos na música são 18 compassos de guitarra solo: os dois primeiros compassos são tocados por Paul, os dois segundos por George e os dois terceiros por John, e a sequência é repetida mais duas vezes. Harrison sugeriu a ideia de um solo de guitarra na faixa, Lennon decidiu que eles deveriam alternar os solos e McCartney decidiu ir primeiro. Os solos foram gravados ao vivo contra a trilha de apoio existente em uma tomada. Imediatamente após o terceiro e último solo de Lennon, os acordes de piano da parte final da música começam. A faixa termina com a memorável linha final: "And in the end, the love you take is equal to the love you make" ("E no final, o amor que você recebe é igual ao amor que você dá"). Esta seção foi gravada separadamente da primeira e exigiu que o piano fosse regravado por Paul, o que foi feito em 18 de agosto. Uma versão alternativa da canção, com o solo de guitarra principal de Harrison tocado diante o de McCartney (e o solo de bateria de Ringo ouvido ao fundo), aparece em Anthology 3 e na coletânea digital de 2012, Tomorrow Never Knows.
O musicólogo Walter Everett interpreta que a maioria das letras do medley do lado dois lidam com "egoísmo e autogratificação – as reclamações financeiras em 'You Never Give Me Your Money', a avareza em 'Mean Mr. Mustard', a retentiva em 'Carry That Weight', o desejo de que uma segunda pessoa visite os sonhos do cantor – talvez o 'one sweet dream' ('um sonho doce') de 'You Never Give Me Your Money'? – em 'The End'". Everett acrescenta que os "momentos egoístas" do medley são tocados no contexto do centro tonal de Lá, enquanto a "generosidade" é expressa em canções onde Dó maior é central. O medley conclui com um "grande compromisso nas 'negociações'" em "The End", que serve como uma coda estruturalmente equilibrada. Em resposta aos repetidos refrãos em Lá maior de "I love you", McCartney canta percebendo que há tanto amor auto gratificante ("o amor que você recebe") quanto amor generoso ("o amor que você dá"), em Lá maior e Dó maior, respectivamente.

#### "Her Majesty"
"Her Majesty" foi gravada por McCartney em 2 de julho, quando ele chegou antes do resto do grupo no EMI Studios. Foi originalmente incluída em uma mixagem inicial do medley do lado dois, aparecendo entre "Mean Mr. Mustard" e "Polythene Pam". Paul não gostou da forma como o medley soou quando incluiu "Her Majesty", então ele pediu que fosse cortado. O segundo engenheiro de som, John Kurlander, foi instruído por George Martin a não jogar nada fora, então depois que McCartney saiu, ele anexou a faixa ao final da fita master após 20 segundos de silêncio. A caixa da fita continha uma instrução para deixar "Her Majesty" fora do produto final, porém no dia seguinte, quando o engenheiro de masterização Malcolm Davies recebeu a fita, ele (também instruído a não descartar nada) cortou uma laca de reprodução de toda a sequência, incluindo "Her Majesty". Os Beatles gostaram desse efeito e o incluíram no álbum.
"Her Majesty" abre com o acorde final e estrondoso de "Mean Mr. Mustard", enquanto a nota final permaneceu "enterrada" na mixagem de "Polythene Pam", como resultado de ter sido cortada do rolo durante uma mixagem primária do medley em 30 de julho. O medley foi posteriormente mixado novamente do zero, embora a canção não tenha sido tocada novamente e ainda apareça em sua mixagem inicial no álbum.
As prensagens originais dos Estados Unidos e do Reino Unido de Abbey Road não listam "Her Majesty" na capa do álbum e no selo do disco, tornando-a uma faixa escondida. O título da canção aparece no encarte e no disco do CD remasterizado de 1987, como faixa 17. Também aparece na capa, no livreto e no disco do CD remasterizado de 2009, porém nem na capa nem no selo do relançamento em vinil de 2012, ou na resmistura do álbum de 2019.

### Material não lançado
Três dias após a sessão de "I Want You (She's So Heavy)", George gravou demos de "All Things Must Pass" (que se tornou a faixa-título de seu álbum triplo de 1970), "Something" e "Old Brown Shoe". Esta última foi regravada pelos Beatles em abril de 1969 e lançada como lado B de "The Ballad of John and Yoko" no mês seguinte. Todas essas três demos de Harrison foram posteriormente apresentadas em Anthology 3.
Durante as sessões para o medley, Paul gravou "Come and Get It", tocando todos os instrumentos. Foi assumido que era uma gravação demo para outro artista, mas McCartney disse mais tarde que originalmente pretendia adicioná-la em Abbey Road. Em vez disso, foi regravada por Badfinger, enquanto a gravação original de Paul apareceu em Anthology 3.
A faixa de apoio original de "Something", com uma coda liderada por piano, e "You Never Give Me Your Money", que leva a uma rápida jam session de rock and roll, apareceram em lançamentos bootlegs.

## Arte da capa

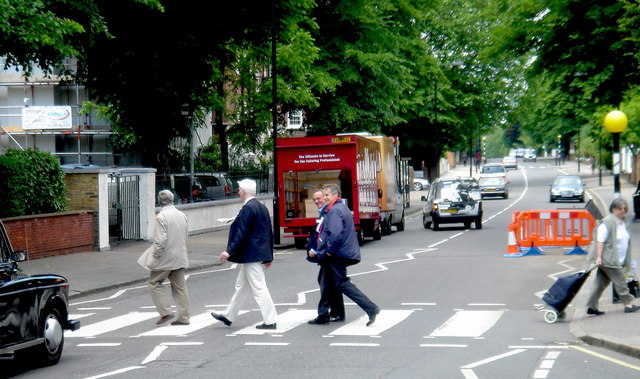
Abbey Road, rua em que a foto foi tirada, em 2009.

O diretor criativo da Apple Records, Kosh, projetou a capa do álbum. É a única capa original de álbum dos Beatles no Reino Unido a não apresentar nem o nome do artista nem o título do álbum na capa frontal, o que foi ideia de Kosh, apesar da EMI Music, detentora da Apple, dizer que o disco não venderia sem essas informações. Mais tarde, ele explicou que "não precisávamos escrever o nome da banda na capa (...) Eles eram a banda mais famosa do mundo".
A fotografia da capa frontal, que apresenta o grupo caminhando em uma faixa de pedestres, com base em ideias que Paul esboçou, foi tirada em 8 de agosto de 1969 do lado de fora do EMI Studios em Abbey Road. Às 11h35 daquela manhã, o fotógrafo Iain Macmillan teve apenas dez minutos para tirar a foto enquanto estava em uma escada e um policial segurava o trânsito atrás da câmera. Macmillan tirou seis fotografias, que McCartney examinou com uma lupa antes de decidir qual seria usada na capa do álbum.
Na imagem selecionada por McCartney, o grupo atravessa a rua em fila única da esquerda para a direita, com Lennon liderando, seguido por Starr, McCartney e Harrison. Um Volkswagen Fusca branco (conhecido em inglês como beetle) está à esquerda da imagem, estacionado ao lado da faixa de pedestres, que pertencia a uma das pessoas que moravam no bloco de apartamentos em frente ao estúdio de gravação. Em 2004, fontes de notícias publicaram uma alegação feita pelo vendedor americano aposentado Paul Cole de que ele era o homem parado na calçada à direita da imagem.

## Lançamento
Em meados de 1969, John Lennon formou um novo grupo, a Plastic Ono Band, em parte porque os Beatles rejeitaram sua canção "Cold Turkey". Enquanto George Harrison trabalhou com artistas como Leon Russell, Doris Troy, Preston e Delaney & Bonnie até o final do ano, Paul McCartney deu um hiato do grupo depois que sua filha Mary nasceu em 28 de agosto. Em 20 de setembro, seis dias antes do lançamento de Abbey Road, Lennon disse a McCartney, Starr e ao empresário Allen Klein (Harrison não estava presente) que ele "queria o divórcio" do grupo. A Apple Records lançou "Something" com "Come Together" nos Estados Unidos em 6 de outubro de 1969. O lançamento do single no Reino Unido ocorreu em 31 de outubro, enquanto John lançou "Cold Turkey" da Plastic Ono Band no mesmo mês.
Os Beatles fizeram pouca promoção de Abbey Road diretamente, e nenhum anúncio público foi feito sobre a separação da banda até que Paul anunciasse que estava deixando o grupo em abril de 1970. Nessa época, o projeto Get Back (agora renomeado Let It Be) havia sido reexaminado, com overdubs e sessões de mixagem continuando em 1970. Portanto, Let It Be se tornou o último álbum a ser finalizado e lançado pelos Beatles, embora sua gravação tenha começado antes de Abbey Road.
Abbey Road vendeu quatro milhões de cópias em seus dois primeiros meses de lançamento. No Reino Unido, o álbum estreou em primeiro lugar, onde permaneceu por 11 semanas antes de ser substituído por Let It Bleed, dos Rolling Stones, por uma semana. Na semana seguinte (que era Natal), Abbey Road voltou ao topo por mais seis semanas (completando um total de 17 semanas) antes de ser substituído por Led Zeppelin II, do Led Zeppelin. Ao todo, passou 81 semanas na parada de álbuns do Reino Unido. O álbum também teve um desempenho forte no exterior. Nos Estados Unidos, passou 11 semanas em primeiro lugar na parada musical Billboard Top LPs. Foi o álbum mais vendido da Associação Nacional de Comerciantes de Gravação em 1969. No Japão, foi um dos álbuns mais longevos nas paradas até hoje, permanecendo no top 100 por 298 semanas durante a década de 1970.

## Recepção crítica

### Avaliações contemporâneas
Abbey Road recebeu inicialmente críticas mistas dos críticos musicais, que criticaram os sons artificiais da produção e consideraram sua música inautêntica. O crítico William Mann, do periódico The Times, disse que o álbum "será chamado de enigmático por pessoas que querem que um disco soe exatamente como uma apresentação ao vivo", embora ele o considerasse "cheio de invenção musical" e acrescentou: "Por mais agradáveis que sejam 'Come Together' e 'Something' de Harrison – são prazeres menores no contexto de todo o disco... O lado dois é maravilhoso..." Ed Ward, da revista Rolling Stone, chamou o álbum de "complicado em vez de complexo" e sentiu que o sintetizador Moog "desencarna e artificializa" o som da banda, acrescentando que eles "criam um som que não poderia existir fora do estúdio". Embora tenha considerado o medley do lado dois como sua "música mais impressionante" desde Rubber Soul. Nik Cohn do New York Times disse que, "individualmente", as canções do álbum não são "nada especiais". O redator Albert Goldman, da revista Life, escreveu que Abbey Road "não é um dos grandes álbuns dos Beatles" e, apesar de algumas frases "adoráveis" e transições "emocionantes", a suíte do lado dois "parece simbólica da última fase dos Beatles, que pode ser descrita como a 'produção 24 horas' de efeitos musicais descartáveis". O crítico da revista High Fidelity, John Gabree, escreveu sobre o álbum: "O que dizer? Se você gosta dos Beatles, você vai gostar do disco. Se você tem suas dúvidas, isso não fará nada para acalmá-las. Claro, como alguém acabou de dizer, eles têm 'algo'".
Por outro lado, Chris Welch escreveu no jornal Melody Maker: "A verdade é que seu último LP é apenas um gás natural, totalmente livre de pretensão, significados profundos ou simbolismo... Embora a produção seja simples em comparação com as complexidades do passado, ainda é extremamente sofisticada e inventiva". Derek Jewell, do jornal The Sunday Times, achou o álbum "refrescantemente conciso e despretensioso", e embora lamentasse as "piadas ruins e antiquadas da banda ('Maxwell's Silver Hammer') e as árias obrigatórias de Ringo ('Octopus's Garden')", ele considerou que Abbey Road "toca picos mais altos do que seu último álbum". John Mendelsohn, escrevendo para a Rolling Stone, chamou-o de "gravação de tirar o fôlego" e elogiou especialmente o lado dois, comparando-o a "todo o Sgt. Pepper", e afirmando: "Que os Beatles podem unificar fragmentos musicais aparentemente incontáveis e rabiscos líricos em uma suíte uniformemente maravilhosa ... parece um testemunho poderoso de que não, eles estão longe de perder o controle, e não, eles não pararam de tentar". Don Heckman, do periódico Stereo Review, nomeou o álbum como uma das "Melhores Gravações do Mês" de janeiro de 1970, observando que era "melhor do que 'The Beatles' ou 'Magical Mystery Tour' e provavelmente igual a 'Sgt. Pepper'", acrescentando: "Acho que não fiz nenhum elogio novo para os Beatles – não que eles precisem deles. Mas espero ter pelo menos persuadido você a ouvir 'Abbey Road'. Você achará uma experiência feliz".
Ao cobrir a turnê americana dos Rolling Stones em 1969 para o jornal The Village Voice, o crítico musical Robert Christgau relatou de uma reunião com Greil Marcus em Berkeley que "a opinião mudou contra os Beatles. Todo mundo está menosprezando Abbey Road". Pouco depois, em Los Angeles, ele escreveu que sua colega Ellen Willis havia começado a amar o disco, acrescentando: "E não é que ela está certa? – [disco] falho, mas ótimo. Como o mundo é redondo, isso a excita [em referência a um verso de 'Because']. Charlie Watts nos diz que também gosta".

### Avaliações retrospectivas
| Críticas profissionais        | Críticas profissionais |
| Avaliações da crítica         | Avaliações da crítica  |
| Fonte                         | Avaliação              |
| ----------------------------- | ---------------------- |
| AllMusic                      | [ 111 ]                |
| The A.V. Club                 | A                      |
| Consequence of Sound          | A+                     |
| The Daily Telegraph           | [ 114 ]                |
| Encyclopedia of Popular Music | [ 115 ]                |
| MusicHound Rock               | [ 116 ]                |
| Paste                         | 100/100                |
| Pitchfork                     | 10/10                  |
| The Rolling Stone Album Guide | [ 119 ]                |
| Q                             | [ 120 ]                |

Muitos críticos contemporâneos citaram Abbey Road como o melhor álbum dos Beatles. Em uma análise retrospectiva, a redatora da PopMatters, Nicole Pensiero, o chamou de "uma peça musical incrivelmente coesa, inovadora e atemporal". Mark Kemp da revista Paste viu o álbum como "um dos melhores trabalhos dos Beatles, mesmo que prenunciasse o rock de arena com isqueiros que artistas tecnicamente habilidosos, mas criticamente difamados, de Journey a Meat Loaf, iriam trabalhar arduamente ao longo dos anos setenta e oitenta". Neil McCormick do Daily Telegraph apelidou-o de "última carta de amor dos Beatles para o mundo" e elogiou seu "som grande e moderno", chamando-o de "exuberante, rico, suave, épico, emocional e totalmente lindo".
O crítico musical Richie Unterberger do sítio AllMusic sentiu que o álbum compartilhava as "falsas formas conceituais" de Sgt. Pepper, mas tinha "composições mais fortes", e escreveu sobre sua posição no catálogo da banda: "Se Abbey Road é o melhor trabalho dos Beatles, (isso) é discutível, mas é certamente o mais imaculadamente produzido (com a possível exceção de Sgt. Pepper) e o mais bem construído." O biógrafo Ian MacDonald deu uma opinião mista sobre o álbum, observando que várias faixas foram escritas pelo menos um ano antes, e possivelmente seriam inadequadas sem serem integradas ao medley no lado dois. Ele, no entanto, elogiou a produção, particularmente o som do bumbo de Ringo.
Abbey Road recebeu altas classificações em várias listas e pesquisas de "maiores álbuns de todos os tempos" por críticos e publicações. Foi eleito em número oito na terceira edição do livro de Colin Larkin, All Time Top 1000 Albums (2000). A revista Time incluiu-o em sua lista de 2006 dos 100 álbuns de todos os tempos. Em 2009, os leitores da Rolling Stone nomearam Abbey Road o melhor álbum dos Beatles. Em 2020, a revista classificou o álbum em 5º lugar em sua lista dos "500 Maiores Álbuns de Todos os Tempos", o maior recorde dos Beatles na lista; uma versão anterior de 2012 da lista o classificou em 14º lugar. O álbum também foi incluído no livro de Robert Dimery, 1001 Albums You Must Hear Before You Die (2005).

## Legado

### Travessia de Abbey Road e teoria da morte de Paul McCartney

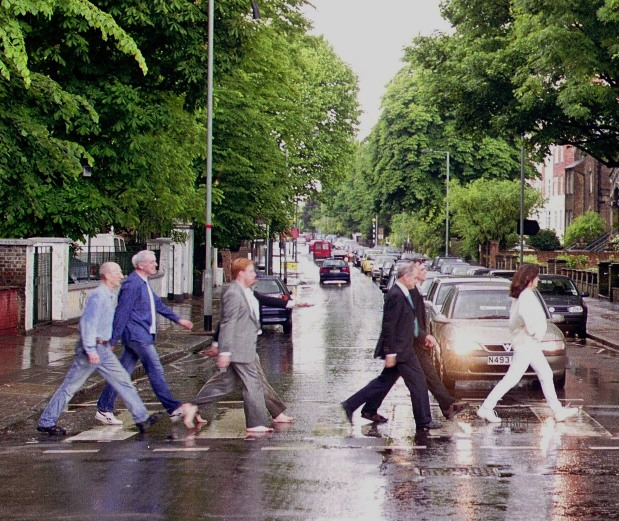
Imitar a capa de Abbey Road tornou-se popular entre os fãs.

A imagem da capa frontal dos Beatles no cruzamento da Abbey Road se tornou uma das mais famosas e imitadas na história da música. O cruzamento é um destino popular para os fãs dos Beatles, e uma webcam opera lá desde 2011. Em dezembro de 2010, o cruzamento recebeu status de grau II por sua "importância cultural e histórica"; os próprios estúdios de Abbey Road receberam status semelhante no início do ano.
Logo após o lançamento do álbum, a capa tornou-se parte da teoria da conspiração da morte de Paul McCartney, que estava se espalhando pelos campi universitários nos Estados Unidos. De acordo com os seguidores do boato, a capa retratava os Beatles saindo de um cemitério em um cortejo fúnebre. O cortejo era liderado por John, vestido de branco como uma figura religiosa; Ringo estava vestido de preto como o agente funerário; Paul, fora de sintonia com os outros, era um cadáver descalço; e George, vestido de jeans, era o coveiro. O canhoto McCartney está segurando um cigarro na mão direita, indicando que ele é um impostor, e parte da placa do Fusca estacionado na rua é 281F (erroneamente lido como 28IF), significando que McCartney teria 28 anos se ("28, if") estivesse vivo – apesar do fato de que ele tinha apenas 27 anos na época da foto e do lançamento subsequente do disco. A escalada do boato tornou-se o assunto de intensa análise nas rádios tradicionais e contribuiu para o sucesso comercial do Abbey Road nos EUA. Lennon foi entrevistado em Londres pela rádio WMCA de Nova Iorque, e ele ridicularizou o boato, mas admitiu que era uma publicidade inestimável para o álbum.
A gravura da capa foi parodiada em diversas ocasiões, incluindo por McLemore Avenue (1970) de Booker T. & the MG, Late Orchestration (2006) de Kanye West e pelo próprio McCartney, em seu álbum ao vivo de 1993, Paul Is Live. Na capa da sua edição de Outubro de 1977, a revista satírica National Lampoon retratou os quatro Beatles esmagados ao longo da passadeira, com um rolo compressor a avançar pela rua. The Abbey Road E.P., de Red Hot Chili Peppers, parodia a capa, com a banda caminhando quase nua em uma faixa de pedestres semelhante. Em 2003, várias empresas de cartazes dos EUA removeram o cigarro de McCartney da imagem sem a permissão da Apple ou de Paul. Em 2013, a Polícia de Calcutá lançou um anúncio de sensibilização para a segurança no trânsito contra a travessia indevida, usando a capa e uma legenda que dizia: "Se eles podem, por que você não pode?".

### Regravações e influência
As canções de Abbey Road foram regravadas muitas vezes e o álbum em si foi regravado na íntegra. Um mês após o lançamento do Abbey Road, George Benson gravou uma versão cover do álbum chamada The Other Side of Abbey Road. Mais tarde, em 1969, Booker T. & the M.G.'s gravaram McLemore Avenue (o local em Memphis da Stax Records), que regravou as canções do Abbey Road e tinha uma foto de capa semelhante.
Embora igualasse álbuns como Sgt. Pepper em termos de popularidade, Abbey Road falhou em repetir as conquistas anteriores dos Beatles em galvanizar seus rivais para imitá-los. Na descrição do autor Peter Doggett, "Muito artificial para o underground do rock copiar, muito complexo para a brigada do bubblegum pop copiar, o álbum não influenciou ninguém – exceto (Paul McCartney), que passou anos tentando emular seu escopo em sua carreira solo". Escrevendo para a revista Classic Rock em 2014, o vocalista Jon Anderson da banda de rock progressivo Yes disse que seu grupo foi constantemente influenciado pelos Beatles de Revolver em diante, mas foi o sentimento de que o segundo lado era "uma ideia completa" que o inspirou a criar peças musicais longas.
Vários artistas fizeram covers de parte ou de todo o medley do lado dois, incluindo Phil Collins (para o álbum-tributo a Martin/Beatles, In My Life), The String Cheese Incident, Transatlantic e Tenacious D (que executou o medley com o tecladista do Phish, Page McConnell). Furthur, uma jam band que incluía os ex-membros do Grateful Dead, Bob Weir e Phil Lesh, tocou o álbum inteiro do Abbey Road durante sua turnê de primavera de 2011. Começou com a abertura de "Come Together" em Boston em 4 de março e terminou com o medley completo na cidade de Nova Iorque em 15 de março, incluindo "Her Majesty" como faixa bis.

### Vendas e relançamentos
Em junho de 1970, Allen Klein relatou que Abbey Road foi o álbum mais vendido dos Beatles nos Estados Unidos, com vendas de cerca de cinco milhões. Em 1992, Abbey Road havia vendido nove milhões de cópias. O álbum se tornou o nono mais baixado na iTunes Store uma semana após seu lançamento em 16 de novembro de 2010. Uma reportagem da CNN afirmou que foi o álbum em vinil mais vendido de 2011. É o primeiro álbum da década de 1960 a vender mais de cinco milhões de álbuns desde 1991, quando a Nielsen SoundScan começou a monitorar as vendas. Nos EUA, o álbum vendeu 7.177.797 cópias até o final da década de 1970. Desde 2011, o álbum vendeu mais de 31 milhões de cópias em todo o mundo e é um dos álbuns mais vendidos da banda. Em outubro de 2019, Abbey Road voltou às paradas do Reino Unido, alcançando novamente o primeiro lugar.
Abbey Road continua sendo impresso desde seu primeiro lançamento em 1969. O álbum original foi lançado em 26 de setembro no Reino Unido e 1º de outubro nos EUA pela Apple Records. Foi relançado como um picture disc de edição limitada em vinil nos EUA pela Capitol Records em 27 de dezembro de 1978, enquanto uma reedição em disco compacto do álbum foi lançada em 1987, com uma versão remasterizada aparecendo em 2009. A remasterização incluiu fotografias adicionais com notas adicionais e a primeira edição limitada também incluiu um pequeno documentário sobre a produção do álbum.
Em 2001, Abbey Road foi certificado 12 vezes como disco de platina pela Associação Americana da Indústria de Gravação. O álbum continua sendo relançado em vinil. Foi incluído como parte da série Collector's Crate dos Beatles, em setembro de 2009, e teve um lançamento LP remasterizado em vinil de 180 gramas em 2012. Uma versão Super Deluxe do álbum, que contou com novas mixagens por Giles Martin, foi lançada em setembro de 2019 para comemorar o 50º aniversário do álbum original. Em outubro de 2019, a Abbey Road vendeu 2.240.608 unidades puras no Reino Unido, com todas as vendas consumidas chegando a 2.327.230 unidades. As vendas após 1994 são de 827.329 unidades.

## Lista de faixas
Todas as faixas escritas e compostas por Lennon–McCartney, exceto as indicadas. 
| Lado um        |                                      |                |         |  |
| N.º            | Título                               | Solista        | Duração |  |
| 1.             | "Come Together"                      | Lennon         | 4:19    |  |
| 2.             | "Something" (George Harrison)        | Harrison       | 3:02    |  |
| 3.             | "Maxwell's Silver Hammer"            | McCartney      | 3:27    |  |
| 4.             | "Oh! Darling"                        | McCartney      | 3:27    |  |
| 5.             | "Octopus's Garden" (Richard Starkey) | Starr          | 2:51    |  |
| 6.             | "I Want You (She's So Heavy)"        | Lennon         | 7:47    |  |
| Duração total: | Duração total:                       | Duração total: | 24:53   |  |

| Lado dois      |                                           |                                         |         |  |
| N.º            | Título                                    | Solista(s)                              | Duração |  |
| 1.             | "Here Comes the Sun" (Harrison)           | Harrison                                | 3:05    |  |
| 2.             | "Because"                                 | Lennon, McCartney e Harrison            | 2:45    |  |
| 3.             | "You Never Give Me Your Money"            | McCartney                               | 4:03    |  |
| 4.             | "Sun King"                                | Lennon, com McCartney e Harrison        | 2:26    |  |
| 5.             | "Mean Mr. Mustard"                        | Lennon                                  | 1:06    |  |
| 6.             | "Polythene Pam"                           | Lennon                                  | 1:13    |  |
| 7.             | "She Came in Through the Bathroom Window" | McCartney                               | 1:58    |  |
| 8.             | "Golden Slumbers"                         | McCartney                               | 1:31    |  |
| 9.             | "Carry That Weight"                       | McCartney, com Lennon, Harrison e Starr | 1:36    |  |
| 10.            | "The End"                                 | McCartney                               | 2:05    |  |
| 11.            | "Her Majesty" (Faixa escondida)           | McCartney                               | 0:23    |  |
| Duração total: | Duração total:                            | Duração total:                          | 22:10   |  |

- "Her Majesty" aparece como uma faixa escondida após "The End" e 14 segundos de silêncio. Lançamentos posteriores do álbum incluíram a canção na lista de faixas, exceto algumas edições em vinil.[173][174]

- Algumas versões em fita cassete no Reino Unido e nos Estados Unidos tiveram "Come Together" e "Here Comes the Sun" trocadas para equilibrar o tempo de execução de cada lado.[175]

## Ficha técnica
De acordo com Mark Lewisohn, Ian MacDonald, Barry Miles, Kevin Howlett e Geoff Emerick.
The Beatles
- John Lennon – vocais principais, harmonias vocais e vocais de fundo; guitarras acústica, rítmica e solo; pianos acústico e elétrico, sintetizador Moog; gerador de ruído branco e efeitos sonoros; percussão

- Paul McCartney – vocais principais, harmonias vocais e vocais de fundo; baixo elétrico, guitarras acústica, rítmica e solo; pianos acústico e elétrico, sintetizador Moog; efeitos sonoros; carrilhão de vento, palmas e percussão
- George Harrison – harmonias vocais e vocais de fundo; guitarras acústica, rítmica e solo; baixo elétrico em "Maxwell's Silver Hammer", "Oh! Darling" e "Golden Slumbers/Carry That Weight"; harmônio e sintetizador Moog; palmas e percussão; vocais principais em "Something", "Here Comes the Sun" e "Because"[181]
- Ringo Starr – bateria e percussão; vocais de fundo; bigorna em "Maxwell's Silver Hammer";[39] vocais principais em "Octopus's Garden"

Músicos adicionais
- George Martin – cravo, órgão, percussão
- Billy Preston – órgão Hammond em "Something" e "I Want You (She's So Heavy)"

Produção
- George Martin – produção, mixagem (com os Beatles)
- Geoff Emerick – engenharia de som, mixagem
- Phil McDonald – engenharia de som, mixagem
- Alan Parsons – assistência de engenharia
- Mike Vickers – programação de Moog

- "Something" e "Here Comes the Sun" orquestradas e conduzidas por George Martin (com George Harrison)
- "Golden Slumbers", "Carry That Weight" e "The End" orquestradas e conduzidas por George Martin (com Paul McCartney)

## Posição nas tabelas musicais
Lançamento original
| Tabelas musicais (1969–71)             | Melhor posição |
| -------------------------------------- | -------------- |
| Australian Kent Music Report           | 1              |
| Canadian RPM LP Chart                  | 1              |
| Dutch MegaChart Albums                 | 1              |
| Finland (Suomen virallinen lista)      | 1              |
| Italian Musica e dischi Chart          | 1              |
| Japanese Oricon LPs Chart              | 3              |
| Norwegian VG-lista Albums Chart        | 1              |
| Swedish Kvällstoppen Chart             | 1              |
| Spanish Albums Chart                   | 1              |
| UK Albums Chart                        | 1              |
| US Billboard Top LPs                   | 1              |
| West German Media Control Albums Chart | 1              |

Reedição de 1987
| Tabelas musicais      | Melhor posição |
| --------------------- | -------------- |
| Japanese Albums Chart | 6              |
| UK Albums Chart       | 30             |

Reedição de 2009
| Tabelas musicais                  | Melhor posição |
| --------------------------------- | -------------- |
| Australian Albums Chart           | 12             |
| Austrian Albums Chart             | 36             |
| Belgian Albums Chart (Flanders)   | 20             |
| Belgian Albums Chart (Wallonia)   | 28             |
| Danish Albums Chart               | 18             |
| Finnish Albums Chart              | 12             |
| German Albums Chart               | 41             |
| Italian Albums Chart              | 7              |
| Japanese Albums Chart             | 12             |
| Mexican Albums Chart              | 8              |
| Portuguese Albums Chart           | 4              |
| Spanish Albums Chart              | 13             |
| Swedish Albums Chart              | 6              |
| Swiss Albums Chart                | 28             |
| New Zealand Albums Chart          | 8              |
| UK Albums Chart                   | 6              |
| US Billboard Comprehensive Albums | 3              |

Reedição de 2019
| Tabelas musicais                      | Melhor posição |
| ------------------------------------- | -------------- |
| Australian Albums (ARIA)              | 2              |
| Bélgica (Ultratop Flandres)           | 1              |
| Bélgica (Ultratop Valônia)            | 4              |
| Canadian Albums (Billboard)           | 3              |
| República Tcheca (ČNS IFPI)           | 23             |
| Dinamarca (Hitlisten)                 | 3              |
| Países Baixos (Dutch Charts)          | 1              |
| Finlândia (Suomen virallinen lista)   | 13             |
| Alemanha (Offizielle Deutsche Charts) | 2              |
| Greece Albums (Billboard)             | 1              |
| Hungria (MAHASZ)                      | 34             |
| Irish Albums (IRMA)                   | 3              |
| Italian Albums (FIMI)                 | 3              |
| Mexican Albums (AMPROFON)             | 5              |
| New Zealand Albums (RMNZ)             | 6              |
| Norwegian Albums (VG-lista)           | 2              |
| Polónia (ZPAV)                        | 16             |
| Portugal (AFP)                        | 1              |
| Escócia (Official Scottish Albums)    | 1              |
| Spanish Albums (PROMUSICAE)           | 1              |
| Swedish Albums (Sverigetopplistan)    | 4              |
| Suíça (Schweizer Hitparade)           | 3              |
| Reino Unido (Official Albums Chart)   | 1              |
| US Billboard 200                      | 3              |
| Estados Unidos (Top Rock Albums)      | 1              |

| Tabelas musicais (1969)            | Melhor posição |
| ---------------------------------- | -------------- |
| Australian Albums Chart            | 3              |
| UK Albums Chart                    | 1              |
| Tabelas musicais (1970)            | Melhor posição |
| Australian Albums Chart            | 7              |
| UK Albums Chart                    | 7              |
| US Billboard Pop Albums            | 4              |
| Tabelas musicais (2017)            | Melhor posição |
| US Billboard 200                   | 138            |
| US Top Rock Albums (Billboard)     | 27             |
| Tabelas musicais (2018)            | Melhor posição |
| US Billboard 200                   | 163            |
| US Top Rock Albums (Billboard)     | 26             |
| Tabelas musicais (2019)            | Melhor posição |
| Australian Albums (ARIA)           | 40             |
| Austrian Albums (Ö3 Austria)       | 72             |
| Belgian Albums (Ultratop Flanders) | 41             |
| Belgian Albums (Ultratop Wallonia) | 90             |
| Danish Albums (Hitlisten)          | 68             |
| Dutch Albums (Album Top 100)       | 47             |
| Mexican Albums (AMPROFON)          | 85             |
| Spanish Albums (PROMUSICAE)        | 73             |
| Swedish Albums (Sverigetopplistan) | 94             |
| UK Albums (OCC)                    | 38             |
| US Billboard 200                   | 57             |
| US Top Rock Albums (Billboard)     | 7              |
| Tabelas musicais (2020)            | Melhor posição |
| Australian Albums (ARIA)           | 95             |
| Belgian Albums (Ultratop Flanders) | 145            |
| Dutch Albums (Album Top 100)       | 90             |
| Spanish Albums (PROMUSICAE)        | 91             |
| US Billboard 200                   | 66             |
| US Top Rock Albums (Billboard)     | 5              |
| Tabelas musicais (2021)            | Melhor posição |
| Belgian Albums (Ultratop Flanders) | 128            |
| Dutch Albums (Album Top 100)       | 68             |
| US Billboard 200                   | 96             |
| US Top Rock Albums (Billboard)     | 11             |
| Tabelas musicais (2022)            | Melhor posição |
| Belgian Albums (Ultratop Flanders) | 192            |
| US Billboard 200                   | 103            |
| US Top Rock Albums (Billboard)     | 16             |

| Tabela musical (1960s) | Melhor posição |
| ---------------------- | -------------- |
| UK Albums Chart        | 4              |
| Tabela musical (1970s) | Melhor posição |
| Japanese Albums Chart  | 22             |

## Certificações e vendas
| País           | Certificação | Vendas     | Fonte           |
| -------------- | ------------ | ---------- | --------------- |
| Argentina      | Diamante     | 506 916    | [ 267 ] [ 268 ] |
| Bélgica        | Platina      | 50 000     | [ 269 ]         |
| Brasil         | —            | 390 000    | [ 270 ]         |
| Canadá         | Diamante     | 1 000 000  | [ 271 ]         |
| Dinamarca      | 4× Platina   | 80 000     | [ 272 ]         |
| França         | Ouro         | 100 000    | [ 273 ]         |
| Alemanha       | Platina      | 500 000    | [ 274 ]         |
| Itália         | 2× Platina   | 100 000    | [ 275 ]         |
| Japão          | —            | 655 000    | [ 99 ]          |
| Nova Zelândia  | 5× Platina   | 75 000     | [ 276 ]         |
| Reino Unido    | 8× Platina   | 2 400 000  | [ 277 ]         |
| Estados Unidos | 12x Platina  | 12 000 000 | [ 278 ]         |